# 341e régiment d'infanterie
Le 341e régiment d'infanterie (341e RI) est un régiment d'infanterie de l'Armée de terre française constitué en 1914 avec les bataillons de réserve du 141e régiment d'infanterie.
À la mobilisation, chaque régiment d'active créé un régiment de réserve dont le numéro est le sien plus 200.

## Création et différentes dénominations
- 5 août 1914 : 341e régiment d'infanterie à Marseille.
- Juin 1916 : création d'un 3e bataillon à la suite de la dissolution du 304e régiment d'infanterie

## Chefs de corps
- 4 août 1914 - 15 août 1915 : lieutenant-colonel Eugène Louis Armand Moulinier.
- 15 août 1915 - 1918 : lieutenant-colonel Luc Gignoux.
- 1939 - 1940 : lieutenant-colonel Tauzin.

## Historique des garnisons, combats et batailles

### Première Guerre mondiale

#### Affectations
Marseille, 130e brigade d'infanterie, 15e région.
- 65e division d'infanterie d'août 1914 à août 1918.

#### 1914
- 1er septembre : vers Beaumont-en-Verdunois, la retraite des 3e et 4e armées.
- 6 septembre : bataille de la Marne.
- 27 septembre : vers Chauvoncourt.

#### 1915
- juin : vers Thiaucourt-Regniéville.
- juillet à décembre : vers Verdun.

#### 1916
Bataille de Verdun, Le Mort-Homme, tranchée Boivin.

#### 1917
- Bataille de l'Argonne.
- Four de Paris
- Italie, Malo, Vicence.

#### 1918
- Italie, Texe, Pederobba, Sommacampagna
- 3 juin : Somme : Toul.
- Mailly-Raineval, bois le Prêtre, Régniéville.

- 7 août : dissolution du régiment.

### Seconde Guerre mondiale
Formé le 1er décembre 1939 dans le secteur de Pont-Saint-Esprit et Puget-sur-Argens, sous les ordres du Lieutenant Colonel Tauzin. Le régiment intègre la 68e division d'infanterie dans le Nord de la France, commandée par le Général Beaufrère. Le 12 décembre 1939, le 341e R.I, la 6e Batterie du 262e RAP et l'EM du Groupement d'Artillerie (secteur de Nice) sont envoyés sur Dunkerque. Le 10 mai 1940, une partie de la 68e D.I s’embarque à Dunkerque pour à Flessingue, aux Pays-Bas dans le sud de la presqu’île de Walcheren où la division s’intaille. Le 11 mai elle franchit la frontière belge. Elle sera en position défensive à Ostende et à Blankenberghe, à quinze kilomètres au nord de Bruges. Elle établit la liaison avec les troupes hollandaises, mais l’armée hollandaise vient de capituler. Le vendredi 17 mai, la 68e D.I, avec le 341e R.I, se trouvent à cheval sur l’embouchure de l’Escaut. Il y a sur la presqu’île de Walcheren, de violents combats. La division sera relevée par l’armée belge dans la nuit du 22 au 23 mai. Elle part en direction du canal de la Lys, où elle tient une position défensive face au Nord-Est. Le jeudi 23 mai, les unités se rassemblent autour de Bruges pour rallier Dunkerque le plus vite possible. La journée du 24 mai est nécessaire pour rejoindre Dunkerque. La 68e D.I est positionnée entre Dunkerque, Ghyvelde, Teteghem et Malo Terminus. Le 341e R.I est immédiatement installé en position défensive entre Bergues et Petit Mille Brugghe. Le déclenchement de l’opération de rembarquement du Corps expéditionnaire Britannique (opération baptisée « Dynamo ») à Dunkerque. Le samedi 25 mai 1940 les Stukas prennent à partie Dunkerque. L’aviation allemande bombarde pour préparer l’offensive terrestre. La 68e D.I, avec le 341e R.I.A doit barrer la route de Calais à l’ouest. Dans la nuit du 26 au 27 mai, les escadres de la 2E Luftwaffe, armée aérienne, bombardent à nouveau la ville et le port. La 68e D.I occupe un front de dix neuf kilomètres entre la mer et Bergues. Elle dispose de huit bataillons d’infanterie répartis entre les 225e R.I et 341e R.I. La 68e D.I dont le 341e R.I est transportée en camion en direction de Spycker. Le 2 juin 1940 la journée commence avec une forte préparation d’artillerie contre les positions des 225e et 341e R.I devant Spycker. Le village sera perdu en fin de journée, sans que l’ennemi puisse progresser plus avant. Dans la nuit du 3 au 4 juin, les unités de la 68e D.I décrochent. En bon ordre, après avoir détruit tout ce qui leur restait comme matériel et bagages ; et noyé les munitions. Les unités se mettent en route vers 22 heures 30 vers la plage de Malo. Plus de 40 000 hommes peuvent partir au cours de la nuit. Mais le lendemain, les fantassins allemands en captureront 35 000 à 40 000 qui n’ont pu s’embarquer. Et parmi ceux-là, l’essentiel est constitué par les défenseurs.

## Drapeau
Il porte, cousues en lettres d'or dans ses plis, les inscriptions suivantes :
- Verdun 1916
- l'Avre 1918

## Décorations décernées au régiment
Pas de citation au régiment.

## Personnages célèbres ayant servi au341eRI
- Jean Callies (1896-1986), sert au 341e RI pendant la Première Guerre mondiale où il mène de nombreux coups-de-main. Général d'armée, il donnera son nom à la 173e promotion de Saint-Cyr.
- Félix Boyer 1939-1940

## Sources et bibliographie
- À partir du Recueil d'Historiques de l'Infanterie Française (Général Andolenko - Eurimprim 1969)
- chtimiste.com, le 341e R.I